# بنك زيلخا
بنك زيلخة ش.م.ل هو بنك لبناني خاص ، تأسس عام 1946 ، ومقره في بيروت . أسس البنك عائلة زيلخة. خدوري زيلخة (توفي 1956) كان رئيس البنك. في عام 1958، اندمج البنك في سوستيه بنك دو لبنان.